# Los Buscadores
Los Buscadores és una pel·lícula paraguaiana d'aventura i comèdia, dirigida per Juan Carlos Maneglia i Tana Schémbori. Va ser estrenada a les sales de Paraguai el 7 de setembre de 2017, i es va convertir en la segona pel·lícula paraguaiana més taquillera de la història, només per darrere de 7 cajas, dirigida també per Maneglia i Schémbori.

La pel·lícula va ser preseleccionada com a representant de Paraguai per l'Oscar a la millor pel·lícula de parla no anglesa en la 90è edició dels Premis Óscar. És la segona producció paraguaiana postulada al premi de l'Acadèmia de Hollywood, després del documental El tiempo nublado (2015), d'Arami Ullón.

## Sinopsi
La trama segueix a Manu (Tomás Arredondo), un infeliç que viu a la Chacarita i treballa als voltants d'Asunción, i que un dia rep un llibre que parla sobre la història del Paraguai, encara que després descobreix que té amagat un mapa que podria o no revelar la ubicació exacta d'un tresor amagat en l'època de la Guerra de la Triple Aliança. Juntament amb el seu amic Fito (Christian Ferreira) i Don Elio (Mario Toñanez), un senyor que coneix sobre les aventures de “los buscadores” de plata yvyguy, decideixen seguir les pistes i buscar el tresor, el qual posaria fi als problemes econòmics que estan travessant tots vivint molt prop de la crescuda del Riu Paraguai.

## Repartiment
| Actor                | Paper                  |
| -------------------- | ---------------------- |
| Tomás Arredondo      | Manu                   |
| Cecilia Torres       | Ilu                    |
| Christian Ferreira   | Fito                   |
| Mario Toñanez        | Don Elio               |
| Sifri Sanabria       | Lili                   |
| Leticia Panambi Sosa | Lore                   |
| Nelly Davalos        | Mare de Manu           |
| Martín Oviedo        | Beto                   |
| Jorge Fernández      | José                   |
| Angelica Macuacua    | Esposa de l'ambaixador |
| Gustavo Cabañas      | Client del cibercafè   |
| Rodrigo Caballero    | Julio                  |
| Luis Troche          | Guardia 1              |

## Producció
El rodatge es va iniciar el 2 de maig de 2016, en l'emblemàtic barri Ricardo Brugada, popularment conegut com Chacarita. A més d'Asunción, es va gravar en localitats com Areguá, Caacupé, Paraguarí i Villeta; etapa que va culminar al setembre d'aquest any.
El novembre de 2016, en el marc del mercat de cinema Ventana Sur, a Buenos Aires (Argentina), la pel·lícula va confirmar com a agent de vendes internacional a l'empresa FilmSharks.
Variety va reportar, al febrer de 2018, que HBO Latino i Sony Pictures Television van adquirir drets per a distribuir la pel·lícula en els seus respectius mercats.

## Festivals
L'estrena internacional de la pel·lícula va ser el 9 de gener de 2018, en el 28è Festival Internacional de Cinema de Palm Springs, a Califòrnia (els Estats Units), en la categoria "New Voices, New Visions", on va esgotar entrades de les seves tres funcions, amb presència dels seus directors.
El 7, 8 i 11 d'abril de 2018 participa de 7è Festival Internacional de Cinema de Panamà - IFF Panamà; mentre que el 7 i 10 d'abril es presenta en el 34è Chicago Latino Film Festival - CLFF, als Estats Units. El 20 i 24 d'abril es va exhibir al 32º Washington, DC International Film Festival.

## Premis
El 13 de març de 2018, la pel·lícula paraguaiana va aconseguir la nominació a Millor Música Original, a nom del compositor paraguaià Derlis A. González, en la V edició dels Premis Platino del Cinema Iberoamericà. En la fase prèvia va tenir vuit prenominacions.

## Taquilla
La pel·lícula va ser vista per un total de 137.637 espectadors, entre el 7 de setembre fins al 20 de desembre, convertint-se en la segona pel·lícula més vista de l'any 2017 en Paraguai, superada solament per "The Fate of the Furious", i a més aconseguint afermar-se com la segona pel·lícula paraguaiana més taquillera de la història, només per darrere de "7 cajas", que assolí 270.835 espectadors. A més va ser la pel·lícula de major permanència en la cartellera durant 2017, amb 15 setmanes d'exhibició.
El 7 de setembre de 2017, “Los buscadores” va debutar en el primer lloc de la taquilla, amb 3.139 espectadors en 27 pantalles, equivalent al 83% dels tiquets del dia d'estrena. "7 cajas" va tenir 2.870 espectadors, en el seu primer dia, el 10 d'agost de 2012. En la seva primera semana va vendre 24.165 tickets en 38 pantalles.
Amb el tour de cinema mòbil, la cinta va arribar a ciutats que no posseeixen sales de cinema, com Concepción, Caacupé i Salto del Guairá, a més d'haver passat per Coronel Oviedo, Ciudad del Este i Encarnación; sumant uns altres 4 mil espectadors més.
El 5 d'abril de 2018 es va estrenar en 35 sales de l'Argentina, amb distribució de DigiCine. Va totalitzar 5.272 espectadors en la seva primera setmana de cartellera, situant-se al lloc 14, segons xifres d'Ultracine.

## Recepció crítica
Los buscadores va rebre crítiques positives de la premsa i mitjans especialitzats, elogiant el treball tècnic del film, la performance actoral i, principalment, la capacitat de divertir al públic que posseeix la pel·lícula. El portal Cinéfiloz li va brindar una qualificació de 4/5 i va titular: ‘Los Buscadores' és el que estàvem buscant i va afirmar: la pel·lícula és un altre gran assoliment del cinema paraguaià, i el valor d'entreteniment és superior al del primer treball de la dupla Maneglia-Schémbori […] ‘Los Buscadores' lliura una dosi d'humor paraguaià i una sensació d'aventura tradicional que recorda als jocs de nens abans que la tecnologia ens hagi obligat a quedar-nos asseguts més temps.D'altra banda ABC Color també li va atorgar una qualificació de 4/5 i va afirmar: No hi ha dubtes avui que ningú millor que Maneglia i Schémbori van aprendre a portar la idiosincràsia guaraní a un terreny creatiu i popular, tan artesanal com complex, tan mínim com destinat a robar-se la taquilla. A Internet Movie Database té una puntuació de 9,1 sobre 10, basat en l'opinió de 54 usuaris.
El 23 d'octubre de 2017, The Hollywood Reporter va publicar la primera crítica internacional. "Encara que és entretingut i animat, 'Los Buscadores' perd al no sentir-se tan centrat o tan arrelat. És una perspectiva totalment brillant, com si es concebés tenint en compte la taquilla, i potser com un antídot contra la percepció internacional que tot el cinema llatinoamericà ha d'involucrar a nens pobres que es disparen entre ells per diners", expressa un passatge de la ressenya en anglès.
El 18 de gener de 2018, Variety va opinar "és el tipus d'entreteniment segur, intel·ligent i agradable que t'envia amb un somriure lliure de culpa al teu rostre, i no hi ha res trivial en això".
El president de l'Acadèmia de Hollywood, el veterà director de fotografia John Bailey també va dedicar una àmplia ressenya en el blog de ASC (The American Society of Cinematographers), el 22 de gener de 2018: "Gràcies al ritme esvalotat de la pel·lícula i els audaços moviments de càmera, es pot descriure com que ‘Corre Lola, Corre’ es troba amb ‘Indiana Jones'".
Bailey va tornar a elogiar públicament a la producció paraguaiana, tant en el sopar de nominats dels premis Oscar, com en l'acte d'anunci dels nominats dels Premis Platino del Cinema Iberoamericà, el 13 de març de 2018, a Los Angeles.